# Mercedes-Benz 300 SEL 6.8 AMG
Vous lisez un « bon article » labellisé en 2022.
Chronologie des modèles (1968 - 1980)
Aucun Mercedes-Benz 450 SLC AMG
La Mercedes-Benz 300 SEL 6.8 AMG est une voiture de course fabriquée par Mercedes-Benz et développée par AMG en 1971 ; la première version de course, la 300 SEL 6.3, est construite en 1968 sur la base d'une Type 109. Ce premier modèle est développé dans la discrétion par l'ingénieur et pilote allemand Erich Waxenberger, le groupe Daimler-Benz refusant à l'époque toute construction et participation liées aux courses automobiles à la suite du grave accident de 1955 au Mans. Cependant, malgré ce refus, ce modèle participe aux 6 Heures de Macao sur le circuit de Guia, en mai 1969, piloté par son créateur qui remporte la course.
En 1971, la cylindrée du moteur V8 passe de 6,3 à 6,8 litres. Cette seconde version, produite et développée par AMG après deux années de travail minutieux, est la première voiture du préparateur automobile allemand. En juillet de la même année, engagée aux 24 Heures de Spa en Belgique, elle connaît un immense succès et termine deuxième. Durant cette course, les spectateurs puis les médias la surnomment « cochon rouge » (« Rote Sau » pour le public germanophone et « Red Pig » en anglais). Elle participe ensuite à d'autres compétitions jusqu'à l'année suivante, en 1972, quand un nouveau règlement concernant les voitures de course de tourisme met fin aux engagements de la « Red Pig ».
Fin 1972, l'un des modèles est vendu à la société d'aéronautique française Matra pour effectuer des tests de coefficient de frottement sur les trains d'atterrissage des avions
Aucun des deux modèles de course n'a été commercialisé, ni par Mercedes-Benz ni par AMG. La voiture est construite à cinq exemplaires : trois pour la course et deux pour les essais.

## Contexte et développement

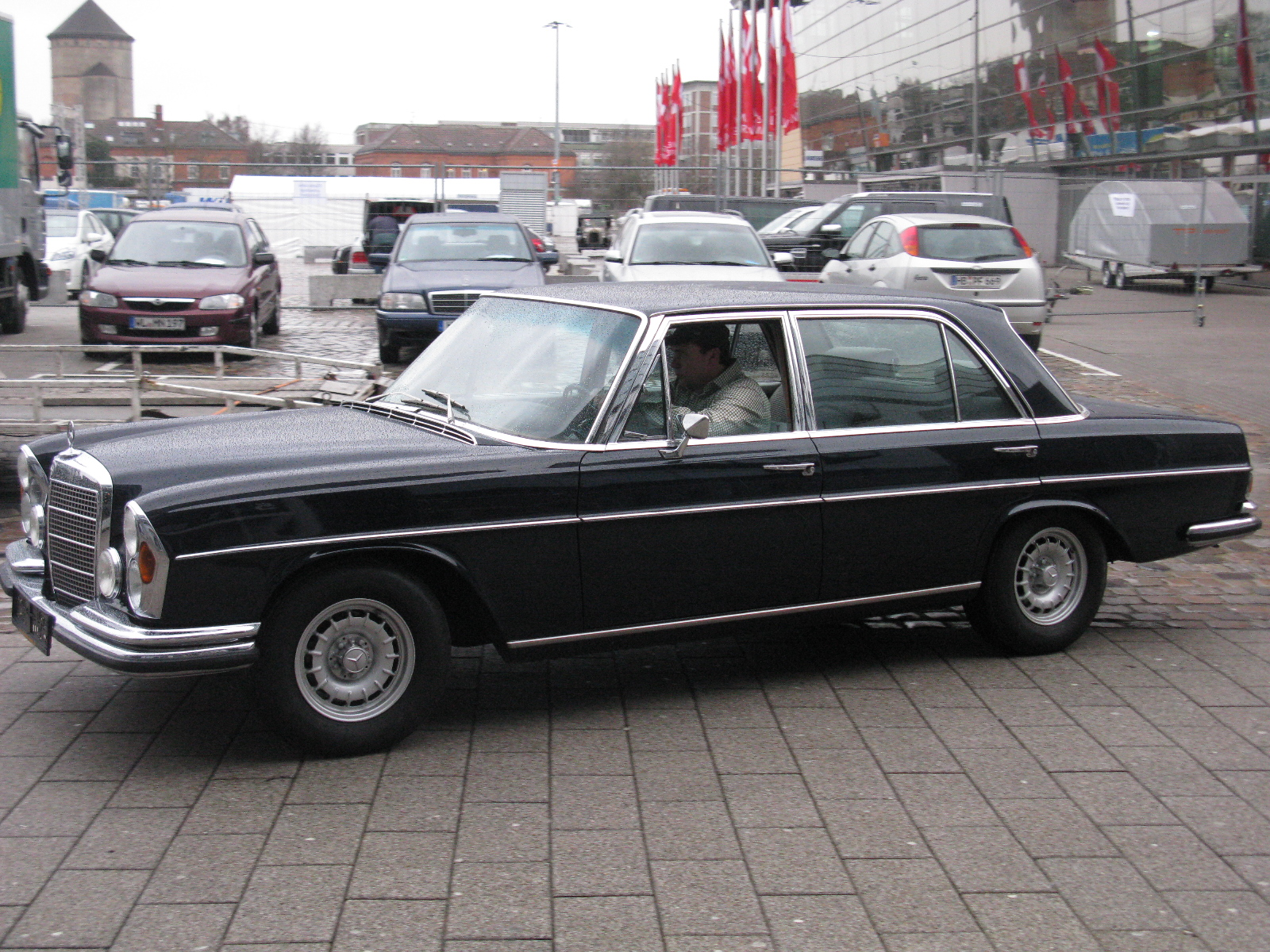
Une Type 109 commercialisée.

En 1965, les Mercedes-Benz Types 108/109, ancêtres de la Classe S, sont lancées pour remplacer les Types 111 et 112. Ces nouvelles voitures restent dans le même niveau de gamme et font toutes parties des Heckflosse.
En 1967, le pilote et ingénieur allemand Erich Waxenberger décide d'installer le moteur V8 M 100 de la Mercedes-Benz 600 dans une Type 109 ; l'ensemble moteur-transmission de 400 kg rentre à peine dans le compartiment moteur.
D'abord mené dans la discrétion, le projet séduit tant Rudolf Uhlenhaut, l'un des responsables de la marque, que, fin 1967, décision est prise de produire la voiture en série. Elle est commercialisée sous la dénomination de 300 SEL 6.3,. Avant sa commercialisation, la 300 SEL 6,3 effectue des essais routiers sur le circuit de l'usine d'Untertürkheim à Stuttgart au côté de la C 111 Type I.

## La 300 SEL 6.3 en compétition

### Première course à Macao

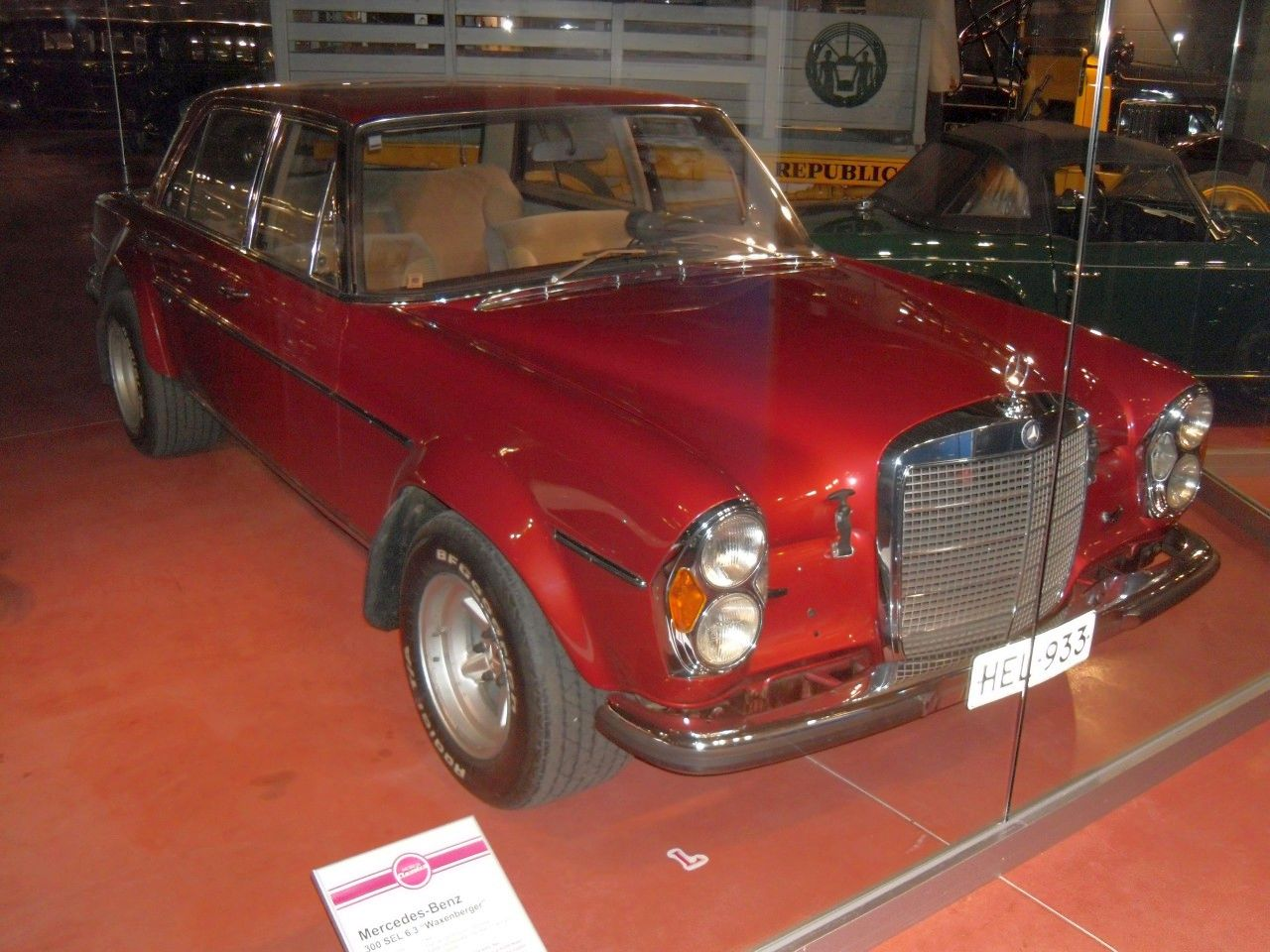
Une des de course dans un musée en Finlande.

En 1968, Erich Waxenberger souhaite aligner la 300 SEL 6,3 en course. Cependant, le groupe Daimler-Benz, qui a renoncé à toute participation officielle depuis fin 1955 à la suite de l'accident des 24 Heures du Mans 1955 où une Mercedes-Benz 300 SLR s'était envolée dans le public après avoir percuté une autre voiture, causant la mort de plus de 80 personnes, refuse la proposition.
Obstiné malgré ce refus, Erich Waxenberger engage, le 18 mai 1969, deux 300 SEL 6,3 aux 6 Heures de Macao, sur le circuit de Guia, course peu médiatisée en Europe,,. Cette épreuve d'endurance se déroule en 101 tours du circuit de 3 800 miles (soit 6 115 km). 
Les deux voitures sont engagées à titre privé. La no 51, pilotée par Erich Waxenberger et Albert Poon, obtient la pole position en 3 min 15 s 07 tandis que la no 52, pilotée par Jan Bussell et Ted Moorat, se qualifie en deuxième position (3 min 17 s 07).
À l'exception d'une vingtaine de minutes entre les mains de Poon, Waxenberger conduit la no 51 à la victoire au général en 5 h 57 min 10 s 22 à la vitesse moyenne de 102,9 km/h. La no 52 termine troisième en 5 h 59 min 5 s 35 et une vitesse moyenne de 101,4 km/h, derrière une Porsche 911S. 
Malgré ces résultats, le groupe Daimler-Benz ne change pas d'avis et refuse toujours de s'engager officiellement en compétition,,. Erich Waxenberger devient plus tard directeur du département compétition du constructeur allemand.

### Seconde course à Spa-Francorchamps
Plus d'un an après le succès de Macao, Daimler-Benz décide d'engager une équipe de trois 300 SEL 6.3 aux 24 Heures de Spa-Francorchamps les 26 et 27 juillet 1969.
Quelques semaines avant l'événement, les 300 SEL 6.3 effectuent un test de 24 heures de conduite sur l'Hockenheimring. L'usure des pneumatiques pose problème : un train de pneus ne dure que 20 tours malgré l'utilisation de jantes en aluminium à ailettes spéciales pour favoriser le refroidissement.
Le délaminage des pneus reste le point faible des 300 SEL 6.3. Pour des raisons de sécurité, le retrait des voitures est même envisagé mais cette annonce provoque la huée des fans.
Les trois voitures sont, malgré tout, engagées et se qualifient comme suit :
- la no 4, de couleur bleu foncé, pilotée par Jacky Ickx et Hans Herrmann se qualifie en deuxième position (4 min 15 s 0) ;
- la no 5, de couleur bleu foncé, pilotée par Rauno Aaltonen et Dieter Glemser se qualifie en quatrième position (4 min 15 s 8) ;
- la no 7, de couleur blanc ou crème[note 1], pilotée par Kurt Ahrens et Erich Waxenberger se qualifie en sixième position (4 min 23 s 1). Cette voiture n'apparaît pas dans la liste officielle des engagés[7].

Si les trois voitures restent en course, le conseil d'administration de Daimler-Benz prend la décision, pour des raisons de sécurité, de mettre fin à la campagne prévue par Waxenberger en championnat d'Europe des voitures de tourisme et interdit toute nouvelle participation en course automobile avec des 300 SEL 6.3,.

## La 300 SEL 6.8 AMG en compétition

### Développement et lancement
En 1967, Hans-Werner Aufrecht et Erhard Melcher créent AMG, une entreprise spécialisée dans la préparation automobile. En 1968, lors de la présentation à Genève de la 300 SEL 6,3, les anciens ingénieurs de chez Mercedes-Benz s'y intéressent de près mais n'ont pas les moyens d'acquérir un véhicule neuf. L'année suivante, ils trouvent une épave qui leur sert de base pour construire une variante de course,.
La 300 SEL 6,8 AMG est achevée après deux ans et 500 heures de travail. Erhard Melcher œuvre sur le moteur et Hans-Werner Aufrecht s'occupe de la carrosserie. Erich Waxenberger, qui a déjà travaillé sur la 300 SEL 6,3, fait jouer ses contacts et obtient une version réalésée à 6,8 litres du moteur. AMG a entrepris de construire la voiture conformément au nouveau règlement des voitures de tourisme de 1970, un mélange des anciens règlements des voitures de tourisme spéciales des Groupes 2 et 5,,,. L'objectif est de faire courir la voiture aux 24 Heures de Spa-Francorchamps en Belgique le 24 juillet 1971.
Les 19 et 20 juin 1971, la Mercedes-Benz 300 SEL 6.8 AMG est engagée pour sa première course, organisée par l'ADAC-Bavière-Rennen sur le Salzburgring. Il s'agit d'une épreuve d'endurance de 12 tours de circuit d'une distance de 4 255 m, soit 51,06 km. Pour l'occasion, son pilote Erich Waxenberger est contraint de s'engager sous le pseudonyme d'« Enrico » puisque, en tant qu'ingénieur de développement chez Daimler-Benz, l'activité de course automobile lui est interdite. Au volant de la no 117, de couleur rouge, « Enrico » se qualifie deuxième et termine troisième du classement général.
Le 4 juillet 1971, AMG confie au pilote Helmut Kelleners une 300 SEL 6.8 AMG de couleur rouge, engagée avec le no 35, pour participer à l'épreuve d'endurance Südwest-Pokal sur l'Hockenheimring, organisée par l'ADAC-Solitude-Rennen. Pour la première fois, la voiture est sponsorisée (par Triumph International). L'engin de 1 635 kg, propulsé par le V8 6,8 l de 428 ch, déboule à plus de 260 km/h sur la chicane Ostkurve ; la sortie de route est inévitable mais Kelleners s'en sort indemne. De retour aux stands, il jette les clés à Hans-Werner Aufrecht en disant : « Voici les clés mais vous pouvez les jeter car vous n'en aurez plus besoin ! »
Après cet accident, les fondateurs d'AMG mettent à profit le temps les séparant de la date de la course pour reconstruire entièrement la voiture,.

### Heures de gloire de «Red Pig»

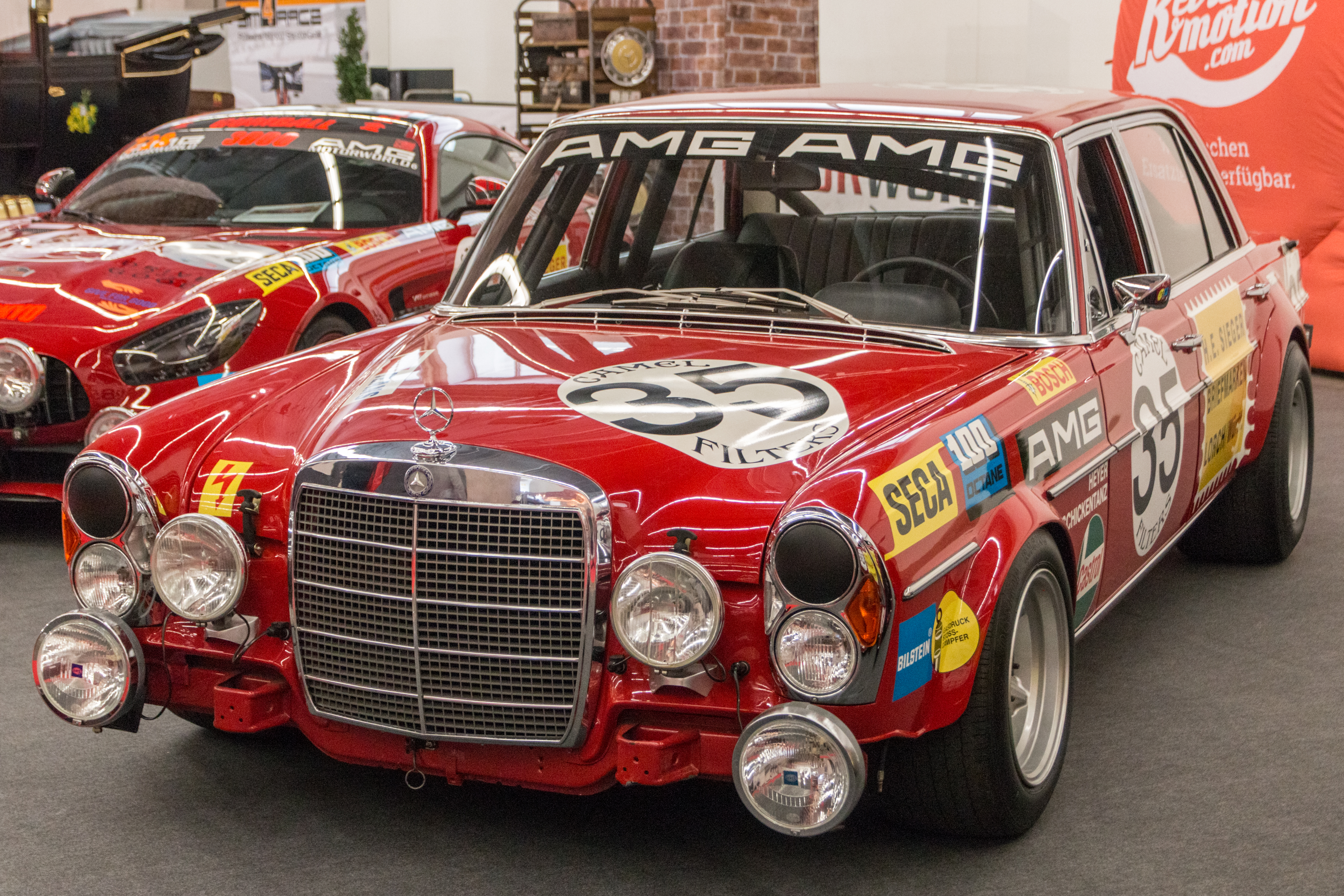
Réplique de la « Red Pig ».

Après l'accident d'Hockenheim, de nombreuses heures de travail sont nécessaires pour réparer et préparer la voiture pour les 24 Heures de Spa-Francorchamps,. Les 24 et 25 juillet 1971, la 300 SEL 6,8 AMG « Red Pig » (no 35, de couleur rouge), confiée à Hans Heyer et Clemens Schickentanz, prend le départ depuis la cinquième place (en 4 min 14 s 5) sur soixante voitures ; elle s'impose en qualification dans sa catégorie malgré la concurrence des Ford Capri RS, BMW 2800 CS, Opel Commodore, Chevrolet Camaros Z28 ou encore Alfa Romeo Giulia GTA bien plus légères,. Elle est devancée par la Camaro Z28 de Grauls et Hoffman en pole position, la BMW 2800 CS de Niki Lauda et Gérard Larrousse, la Ford Capri 2600 pilotée par Glemser et Soler-Roig et la BMW 2800 CS de Rauno Aaltonen et Kelleners.
Dieter Glemser prend la tête de la course devant la Grauls/Hoffman et la 300 SEL 6.8 AMG. Après la première heure, Glemser est toujours en tête avec la Capri, suivi de la Camaro de Grauls et Hoffman, de Kelleners dans la BMW et de « Red Pig », quatrième après que Lauda a explosé la boîte de vitesses de sa BMW. L'AMG fait le plein au même rythme que la Camaro et, à minuit, toutes les BMW sont distancées ; la 300 SEL 6,8 AMG est troisième derrière les deux Capri de Glemser et Jochen Mass. Jochen Mass et Gerry Birrell abandonne sur défaillance du joint de culasse. Malgré des conditions de course difficiles (pluie, nombreux abandons…), l'AMG se classe deuxième du classement général, après 308 tours sans aucune panne mécanique, à onze tours de la Capri gagnante et remporte la victoire dans sa catégorie. Ce résultat, inattendu, couvert par le journal télévisé allemand Tagesschau, contribue à la notoriété émergente d'AMG,,,.
Les spectateurs puis les médias la surnomment « Rote Sau » en allemand (« Red Pig » en anglais et « cochon rouge » en français). Elle doit ce surnom à sa livrée et aux borborygmes et déflagrations que lance son énorme moteur,.

### Autres compétitions de 1971 et 1972

#### Paul Ricard
Les 11 et 12 septembre 1971, une équipe de 300 SEL 6.8 AMG participe à la course des 2×6 Heures du Paul Ricard. Composée de deux manches de 6 heures, l'épreuve attire quelques stars de la course, telles Graham Hill et Jacky Ickx.
AMG engage « Red Pig » no 11 pilotée par Hans Heyer et Clemens Schickentanz qui se qualifient quinzième en 2 min 24 s 3s. Une deuxième 300 SEL 6,8 AMG, de couleur gris argenté portant le no 12, est engagée par le privé Klaus Behrmann et copilotée par José Dolhem et Jean-Pierre Jabouille ; elle se qualifie en vingt-sixième place en 2 min 29 s.
Dans la première manche, « Red Pig » abandonne après 264 tours à la suite d'une défaillance de la suspension arrière. La 300 SEL 6,8 AMG de Klaus Behrmann termine cinquième. « Red Pig » termine onzième de la seconde manche quand la voiture de Klaus Behrmann abandonne sur panne de pression d'huile,.

#### Hockenheimring
Le 28 novembre 1971, pour le dernier événement hors-championnat de la saison, sur le circuit d'Hockenheim, la 300 SEL 6.8 AMG est repeinte en jaune après le contrat de parrainage de Hannan Alt Brewery. La voiture, engagée avec le no 31, est pilotée par Hans Heyer qui termine septième de sa catégorie et douzième du général.

#### Le Mans

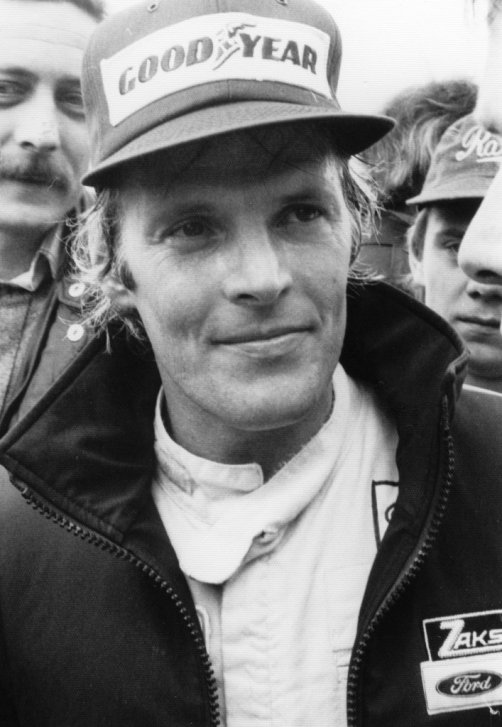
Hans Heyer le pilote principal de « Red Pig » (à sept reprises en 1971 et 1972).

À la fin de la saison 1971, la FIA modifie les règles du championnat d'Europe des voitures de tourisme et bannit les voitures dont la cylindrée est supérieure à 5 000 cm3, ce qui exclut la 300 SEL 6,8 AMG
Néanmoins, les 18 et 19 mars 1972, elle apparaît, avec la même peinture jaune qu'à Hockenheim (mais parrainée par Briefmarken Sieger), aux essais préliminaires des 24 Heures du Mans avec le no 48, conduite par Hans Heyer. Elle ne peut cependant pas s'engager aux 24 Heures du Mans les 10 et 11 juin 1972. Durant ces essais, elle atteint les 285 km/h dans la ligne droite des Hunaudières qui est sa vitesse enregistrée la plus élevée,.

#### Spa-Francorchamps
Le 6 mai 1972, « Red Pig » (no 2) participe à la Coupe de Spa qui fait partie du calendrier du championnat de Belgique des voitures de tourisme. Pilotée par Hans Heyer, elle se qualifie onzième sur la grille.
Certaines sources indiquent que la voiture n'a pas terminé l'épreuve tandis que d'autres l'annoncent non-partant.

#### Nürburgring
Les 24 et 25 juin 1972, « Red Pig » (no 1) peut participer aux 24 Heures du Nürburgring sur le circuit du même nom car l'interdiction des voitures d'une cylindrée supérieur à 5 litres a été levée en cours d'année. Hans Heyer et Thomas Betzler se qualifient en quatrième position, en 9 min 27 s 6.
Après le premier tour, « Red Pig » est en tête mais une surchauffe entraîne son retour au stand, ce qui ne l'empêche pas de retomber en panne. Après un nouvel arrêt aux stands, le différentiel se bloque et provoque l'abandon.

#### Norisring
Le 6 août 1972, « Red Pig » (no 56) participe aux 200 miles de Nuremberg sur le Norisring, une course de soutien pour l'événement principal Interserie Sports car. Pour la dernière apparition de la Mercedes-Benz 300 SEL 6,8 AMG en course, Hans Heyer réalise la pole position.

## Résumé des courses
| Années | Circuits          | Voitures                 | Pilotes                                          | Résultats       | Temps qualificatifs  |
| ------ | ----------------- | ------------------------ | ------------------------------------------------ | --------------- | -------------------- |
| 1969   | Macao             | 300 SEL 6.3 - no 51      | Erich Waxenberger Albert Poon                    | Vainqueur       | 3 min 15 s 07        |
| 1969   | Macao             | 300 SEL 6.3 - no 52      | Jan Bussell Ted Moorat                           | 2e              | 3 min 17 s 07        |
| 1969   | Spa-Francorchamps | 300 SEL 6.3 - no 4       | Jacky Ickx Hans Herrmann                         | 2e              | 4 min 15 s 0         |
| 1969   | Spa-Francorchamps | 300 SEL 6.3 - no 5       | Rauno Aaltonen Dieter Glemser                    | 4e              | 4 min 15 s 8         |
| 1969   | Spa-Francorchamps | 300 SEL 6.3 - no 7       | Kurt Ahrens Erich Waxenberger                    | 6e              | 4 min 23 s 1         |
| 1971   | Salzburgring      | 300 SEL 6,8 AMG - no 117 | « Enrico » Waxenberger                           | 2e              |                      |
| 1971   | Hockenheimring    | 300 SEL 6,8 AMG - no 35  | Helmut Kelleners                                 | Accident        | —                    |
| 1971   | Spa-Francorchamps | 300 SEL 6,8 AMG - no 35  | Hans Heyer Clemens Schickentanz                  | 2e              |                      |
| 1971   | Paul Ricard       | 300 SEL 6,8 AMG - no 11  | Hans Heyer Clemens Schickentanz                  | 15e             | 2 min 24 s 3s        |
| 1971   | Paul Ricard       | 300 SEL 6,8 AMG - no 12  | Klaus Behrmann José Dolhem Jean-Pierre Jabouille | 26e             | 2 min 29 s           |
| 1971   | Hockenheimring    | 300 SEL 6.8 AMG - no 31  | Hans Heyer                                       | 12e             |                      |
| 1972   | Le Mans           | 300 SEL 6.8 AMG - no 48  | Hans Heyer                                       | —               | Essais préliminaires |
| 1972   | Spa-Francorchamps | 300 SEL 6.8 AMG - no 2   | Hans Heyer                                       | 11e             |                      |
| 1972   | Nürburgring       | 300 SEL 6.8 AMG - no 1   | Hans Heyer Thomas Betzler                        | Abandon (panne) | —                    |
| 1972   | Norisring         | 300 SEL 6.8 AMG - no 56  | Hans Heyer                                       | Vainqueur       |                      |

## Arrêt des courses

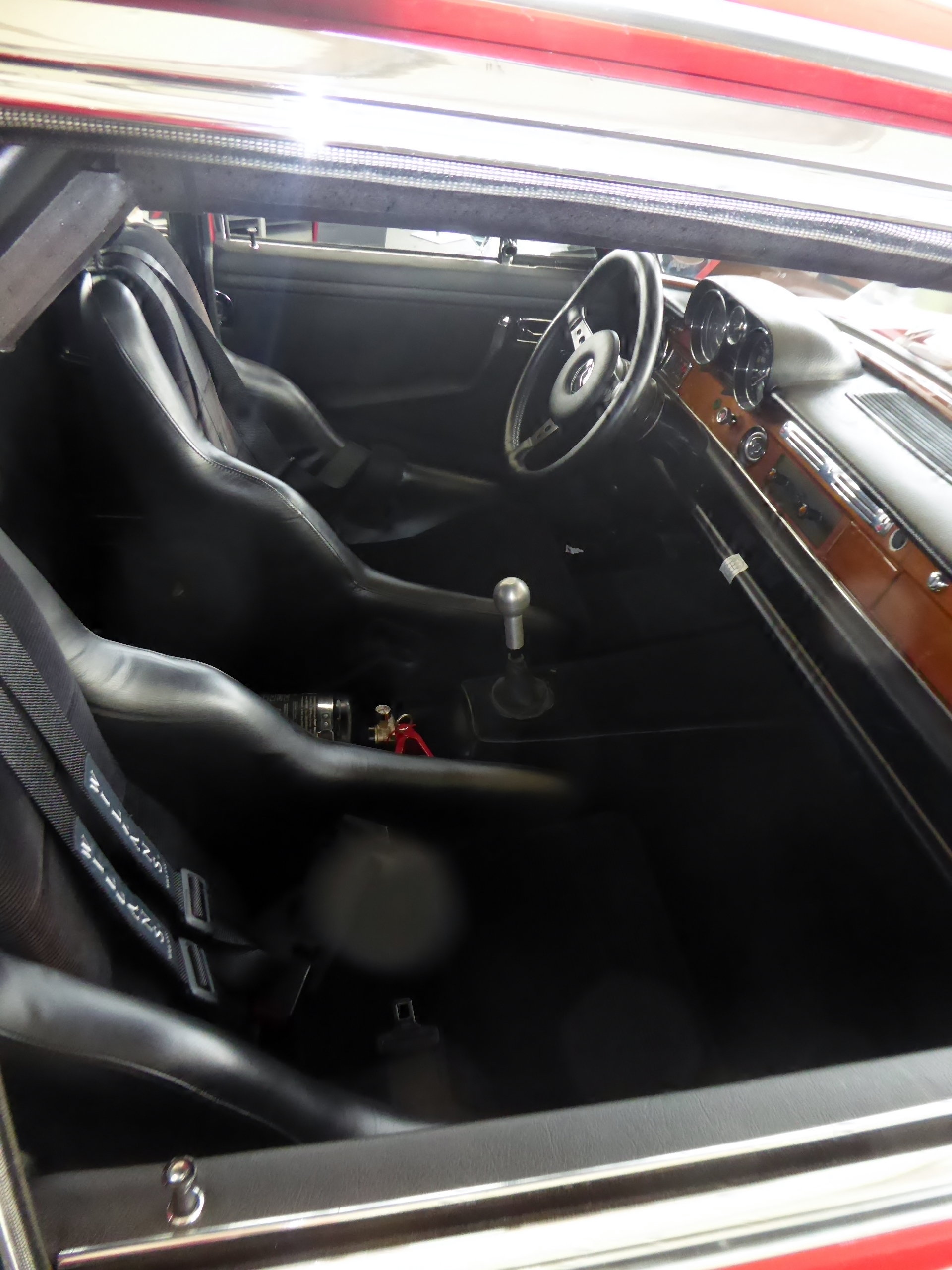
L'intérieur d'une Mercedes-Benz.

En 1972, la Fédération internationale de l'automobile (FIA) change le règlement du championnat d'Europe des voitures de tourisme et interdit les voitures de plus de 5 litres de cylindrée, ce qui sonne la fin de la 300 SEL 6,8 AMG en compétition,,,. 
Néanmoins, l'AMG participe à des tests sur le circuit du Mans en mars 1972 et s'engage sur deux courses hors-championnat plus tard dans l'année au Nürburgring et au Norisring où l'interdiction des 5 litres n'est pas appliquée.

## «Red Pig» après les compétitions

### Tests aéronautiques
Trois voitures de course et deux voitures d'essai auraient été produites ; un seul exemplaire aurait survécu. Fin 1972, AMG a conclu un accord avec la société d'aéronautique française Matra, qui a acheté la voiture après quelques modifications importantes. Matra avait besoin d'un véhicule spécifique comme prototype pour tester le coefficient de frottement sur les trains d'atterrissage des avions. Le véhicule devait avoir une accélération et une vitesse de pointe significatives pour simuler des décollages et atterrissages,,. La voiture, allongée et convertie en six portes, accueillait tout l'équipement de test. Un dispositif, installé derrière les sièges avant, intégrait les pneus d'avion qui, grâce à un orifice dans le plancher, pouvaient être mis en contact du tarmac à plus de 200 km/h et 600 à 800 kg de pression pour effectuer des mesures de frottement. La trace de cet exemplaire s'est perdue ; elle est présumée détruite.

### Répliques

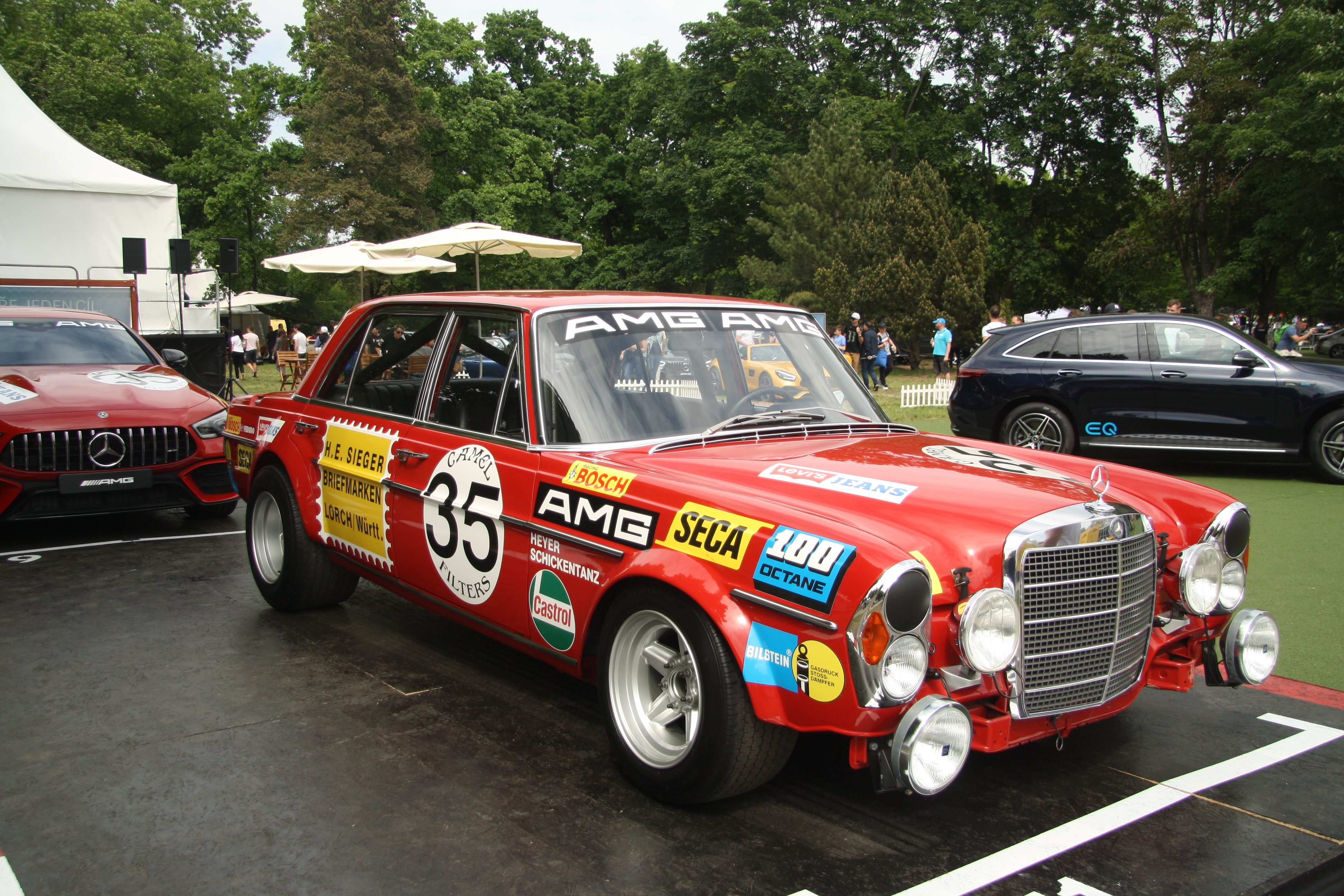
Réplique d'une « Red Pig » en 2019 à Prague.

En 2006, Mercedes-AMG lance la construction d'une réplique aussi fidèle que possible à l'originale,.
En février 2020, une autre réplique est mise aux enchères par la maison des ventes Sotheby's, à Paris place Vauban ; elle est adjugée à 432 500 €,,.

### Culture populaire
La 300 SEL 6,8 AMG « Red Pig » Replica de 2006 a été présentée dans plusieurs émissions télévisées automobiles, notamment dans les émissions anglaise SuperCars Exposed, néerlandaise RTL Autowereld ou américaine Ultimate Factories. Elle a également été présentée dans la série web américaine Jay Leno's Garage par le présentateur Jay Leno en 2015.
La « Red Pig » est présente dans plusieurs jeux vidéo, notamment Gran Turismo et Project CARS.
À l'occasion du Grand Prix de Belgique 2022, l'équipe Mercedes-AMG Petronas Formula One Team célèbre les 55 ans d'AMG en arborant, sur les Mercedes-AMG F1 W13 E Performance de Lewis Hamilton et George Russell, un logo spécial et un large numéro vintage sur fond blanc en référence à la 300 SEL 6,8 AMG « Red Pig » ; une monoplace en livrée partiellement rouge est également exposée sur le circuit,.

## Caractéristiques

### Chaîne cinématique

#### Motorisations
La 300 SEL 6.3 est équipée du moteur V8 M 100 de la Mercedes-Benz 600 sur la plateforme de la Type 109.
En 1971, le V8 est réalésé à 6 834 cm3 (6,8 l) pour faire passer la puissance de 250 à 428 ch et en augmentant le couple de 500 à 608 N m. Pour chaque cylindres, l'alésage passe de 103 à 107 mm, cependant la course reste à 95 mm. Les deux culasses sont également réusinées au niveau des soupapes pour augmenter le taux de compression. Les collecteurs d'admission et d'échappement sont polis pour assurer un meilleur débit d'air propre et des gaz d'échappements.
De nombreuses autres pièces sont modifiées et allégées tel que les deux arbres à cames, plus pointus et donc plus précis. Les culbuteurs sont modifiés, de même que les pistons et les soupapes d'admission qui conservent leurs dimensions. Le vilebrequin d'origine ainsi que les bielles sont allégés et polis. Le système d'injection mécanique Bosch est conservé. Un refroidisseur d'huile supplémentaire est installé,,.
| Modèle et boîte                 | Construction | Moteur + Nom  | Cylindrée         | Puissance                      | Couple  | 0 à 100 km/h | Vitesse maxi | Consommation |
| ------------------------------- | ------------ | ------------- | ----------------- | ------------------------------ | ------- | ------------ | ------------ | ------------ |
| 300 SEL 6.3 (boîte auto. 4)     | 1968         | V8 M 100 E 63 | 6 332 cm3 (6,3 L) | 183 kW (250 ch) à 4 000 tr/min | 500 N m | 7,4 s        | 221 km/h     | 21 L/100 km  |
| 300 SEL 6.8 AMG (boîte méca. 5) | 1971         | V8 M 100 E 68 | 6 834 cm3 (6,8 L) | 314 kW (428 ch) à 5 500 tr/min | 608 N m | 6,1 s        | 285 km/h     | 37 L/100 km  |

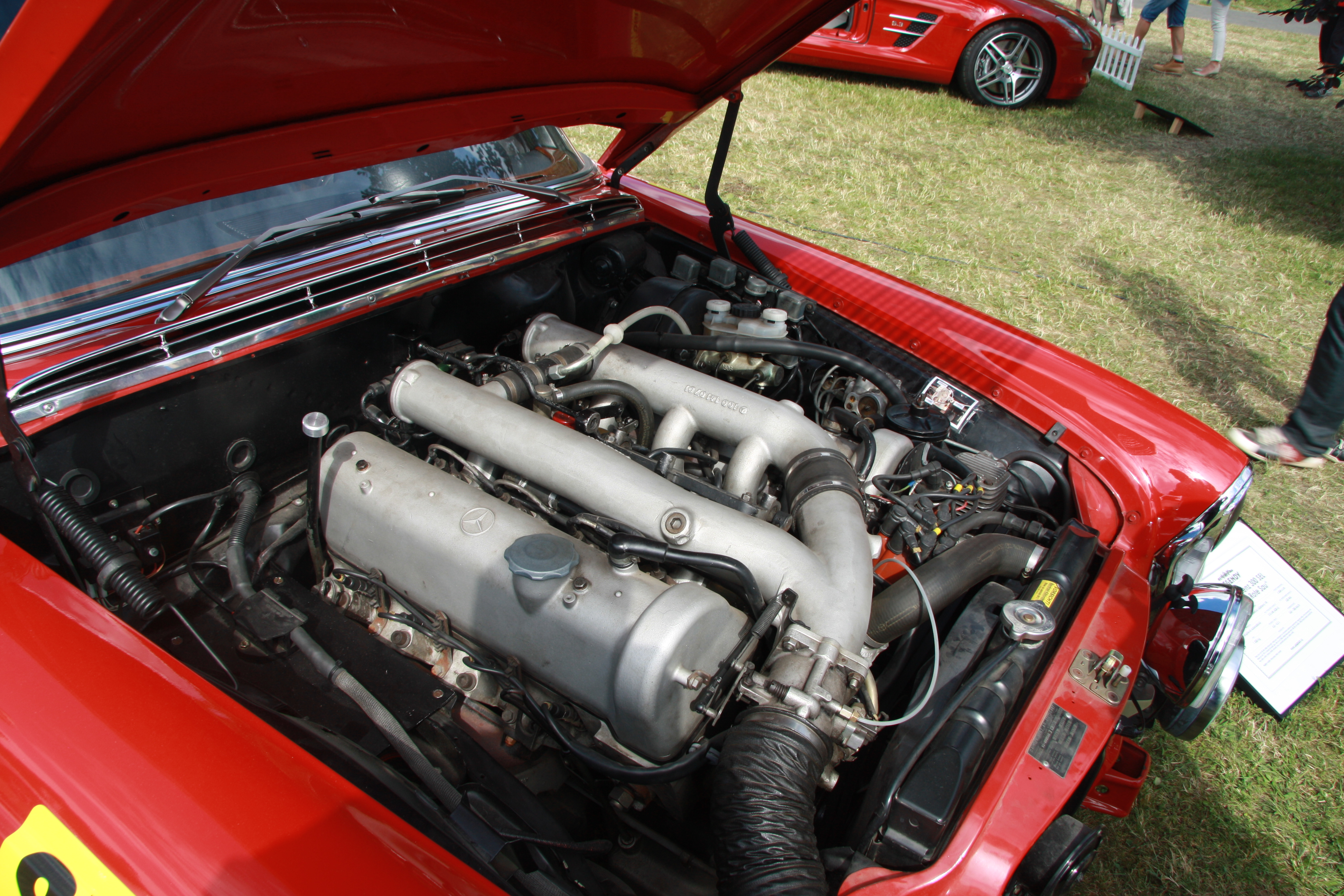
Moteur M 100 modifié par AMG et développant 428 ch.

Lors des tests à Hockenheim en juillet 1971, la 300 SEL 6.8 AMG réalise les performances suivantes :
- 0 à 100 km/h : 6,1 s ;
- 0 à 160 km/h : 12,6 s ;
- 0 à 200 km/h : 19,8 s ;
- Vitesse maximale : 265 km/h ;
- Vitesse de pointe théorique à 6 000 tr/min : 282 km/h ;
- Consommation de carburant : 37 l/100 km[10].

La vitesse maximale est de 285 km/h dans la ligne droite des Hunaudières sur le circuit des 24 Heures du Mans, lorsqu'elle a participé aux essais préliminaires en mars 1972.

#### Boîte de vitesses, embrayage et différentiel
De nombreuses modifications ont été faites lors de la fabrication de la 300 SEL 6,8 AMG afin que l'ensemble de la chaîne cinématique s'adapte à la puissance du moteur.
Une conversion de boîte de vitesses manuelle à cinq rapports est effectuée à l'aide d'une boîte ZF de Type S 5242. Durant cette période, les boîtes ZF équipent notamment les Maserati et Aston Martin. Les rapports de boîte de vitesses sont : 
- 1re : 2,75 ;
- 2e : 1,79 ;
- 3e : 1,23 ;
- 4e : 1,00 ;
- 5e : 0,833 ;
- Marche arrière : 2,73.

L'ensemble volant moteur et embrayage provient d'un ensemble ZF Sachs de véhicule utilitaire. La puissance était transférée via un arbre de transmission spécial à un différentiel standard avec un rapport de 2,69, un glissement de 70 % et un refroidisseur d'huile adapté. Il y avait des différentiels de rechange avec des rapports de 2,82 et 3,89.

### Mécanique
Le servo-frein est d'origine, ainsi que le système de freinage à double circuit standard. Cependant, pour l'essieu avant, des étriers et des disques de frein plus grands sont installés. Des plaquettes de frein Ferodo remplacent les plaquettes d'origine.
Si la suspension pneumatique et la direction assistée d'origine sont conservées, des coussins d'air pneumatiques plus petits et plus durs, adaptés à la course, sont installés pour raffermir et abaisser la suspension. Des amortisseurs Bilstein Racing sont également montés ainsi que des barres anti-roulis plus grandes à l'avant et l'arrière.

### Châssis et carrosserie

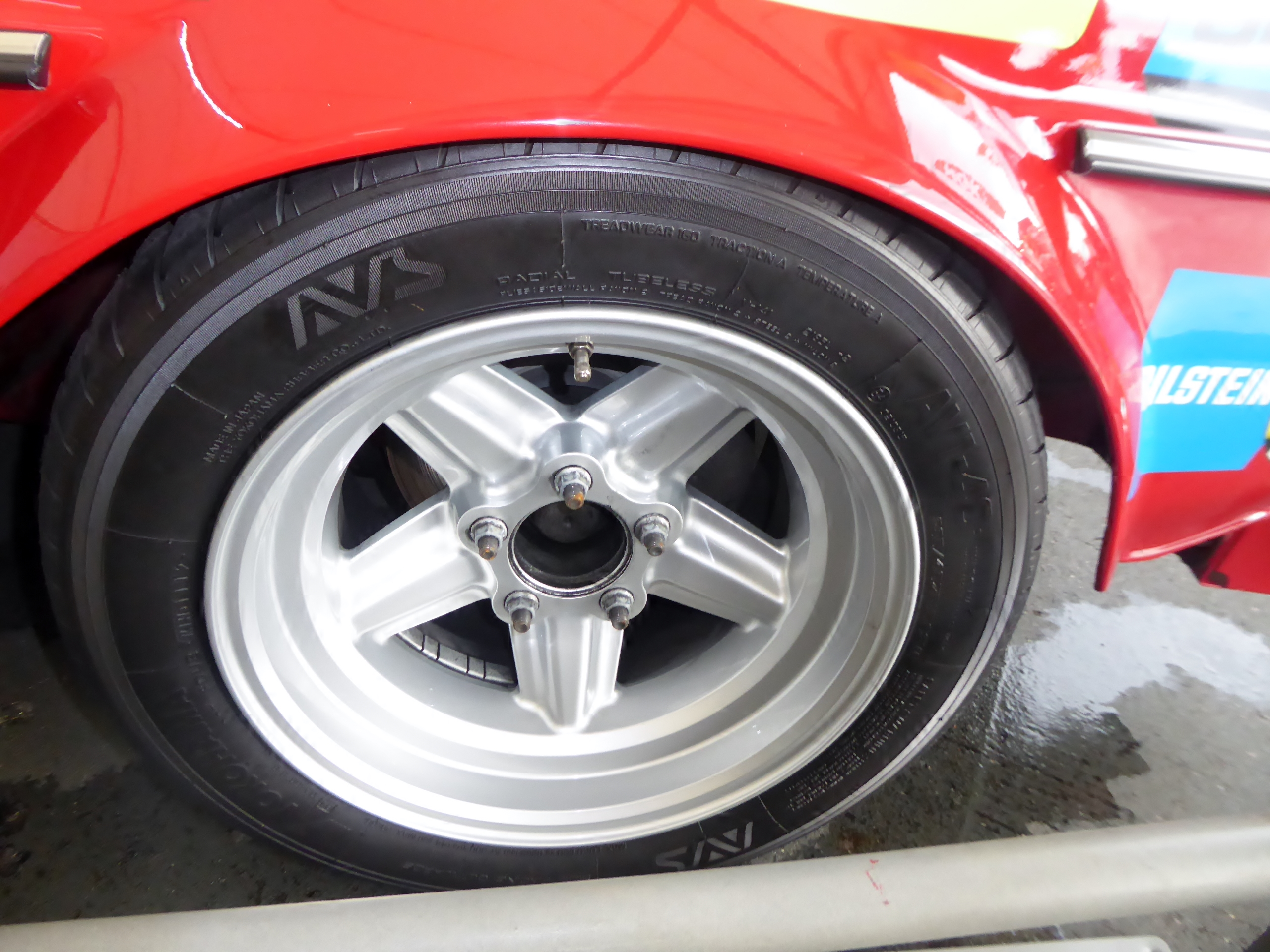
Jante Penta de 15 pouces.

Lors de la fabrication de la 300 SEL 6,8 AMG, de nombreuses modifications ont été faites au niveau de la carrosserie afin de limiter le poids, la version d'origine étant trop lourde avec ses 1 800 kg ; la norme maximale en 1970 était de 1 765 kg. Ainsi, les pare-chocs sont ôtés et les vitrages, y compris le pare-brise, remplacés par du plexiglas. Les portières sont refabriquées en aluminium pour une masse finale de 1 635 kg.
Les passages de roue, agrandis et évasés, accueillent de nouvelles roues dont les jantes plus légères en magnésium provenant de la voiture d'essai C 111 Type I ; Elles sont de type Penta de 10 pouces à l'avant (chaussées en pneus Dunlop Racing 4.50/13.00x15) et de 12 pouces à l'arrière (chaussées de pneus Dunlop 5.50/13.00x15),.
Un réservoir de carburant auxiliaire de 15 litres installé à l'intérieur du coffre nécessite des modifications de la carrosserie sur le flanc arrière droit pour accueillir le goulot de remplissage.
Quatre projecteurs puissants de la marque Bosch sont installés pour les courses de nuit avec un interrupteur de coupure central externe installé dans la jupe avant droite, conformément aux règles de sécurité en course. Le capot et le coffre sont fixés en position fermée avec des loquets externes en caoutchouc. D'autres modifications ont été apportées pour renforcer la carrosserie et le châssis.

### Intérieur
L'intérieur d'origine est conservé, y compris la banquette arrière, les panneaux de porte et le tableau de bord, le tout avec la garniture en bois d'origine. Le volant est remplacé, un baquet de course Recaro avec ceintures de sécurité à quatre points installé pour le pilote et un arceau de sécurité protège les occupants.